# Eurovision Song Contest 1970

Deltagande länder.
Länder som tävlat förut men inte deltog 1970.

I protest mot skandalen i Eurovision Song Contest 1969 där fyra vinnare utsågs på grund av det oavgjorda resultatet, deltog endast tolv länder i 1970 års festival (Sverige deltog inte och Melodifestivalen 1970 var inställd), som sändes den 21 mars 1970 från NOS Rai Congrescentrum i Amsterdam i Nederländerna. Att det blev just Nederländerna blev bestämt genom lottdragning. Sverige sände inte festivalen alls. Värd för festivalen var Willy Dobbe. Kapellmästare var Dolf van der Linden. Detta år introducerades "videovykort", där artisterna visades mellan bidragen.
Tolv länder deltog i tävlingen. Det var det lägsta antalet deltagare sedan 1959. Finland, Norge, Portugal, Sverige och Österrike deltog inte 1970 i protest mot oavgjorda resultatet av fyra länder 1969.
Vinnare detta år blev Irland med låten All Kinds of Everything framförd av Dana, medan Luxemburg kom sist utan poäng. Från början var det tänkt att Portugal skulle deltaga i tävlingen med melodin "Onde vais rio que eu canto" framförd av Sergio Borges, men landet drog sig ur i sista ögonblicket.
Ingen av artisterna som tävlade i Eurovision Song Contest 1970 hade tävlat tidigare, vilket blev första gången detta hände.

## Bidragen
| Nr | Land           | Artist                 | Sång                        | Placering | Poäng |
| -- | -------------- | ---------------------- | --------------------------- | --------- | ----- |
| 1  | Nederländerna  | The Hearts of Soul     | Waterman                    | 7         | 7     |
| 2  | Schweiz        | Henri Dès              | Retour                      | 4         | 8     |
| 3  | Italien        | Gianni Morandi         | Occhi di Ragazza            | 8         | 5     |
| 4  | Jugoslavien    | Eva Sršen              | Pridi, dala ti bom cvet     | 11        | 4     |
| 5  | Belgien        | Jean Vallée            | Viens l'oublier             | 8         | 5     |
| 6  | Frankrike      | Guy Bonnet             | Marie Blanche               | 4         | 8     |
| 7  | Storbritannien | Mary Hopkin            | Knock Knock (Who's There?)  | 2         | 26    |
| 8  | Luxemburg      | David Alexandre Winter | Je suis tombé du ciel       | 12        | 0     |
| 9  | Spanien        | Julio Iglesias         | Gwendolyne                  | 4         | 8     |
| 10 | Monaco         | Dominique Dussault     | Marlène                     | 8         | 5     |
| 11 | Västtyskland   | Katja Ebstein          | Wunder gibt es immer wieder | 3         | 12    |
| 12 | Irland         | Dana                   | All Kinds of Everything     | 1         | 32    |

## Omröstningen
Varje jury hade tio medlemmar, där varje medlem gav en röst på sin favorit. För att undvika samma scenario som året innan, då festivalen hade fyra vinnare, införde man nu regeln att en skiljeoröstning skulle genomföras om fler än ett bidrag skulle sluta på samma poäng. Segern skulle dock delas om resultatet fortfarande skulle vara oavgjort efter denna omröstning. Någon skiljeomröstning har dock aldrig inträffat i Eurovisionens historia.
Omröstningen var inte särskilt spännande detta år. Irland tog ledningen efter första omgången. Storbritannien höll på att komma ikapp efter den fjärde omgången men då fick Irland totalt 9 poäng från Belgien och höll sig kvar på första platsen fram till slutet.
| Startordning | Startordning   | Röster | Röster | Röster | Röster | Röster | Röster | Röster | Röster | Röster | Röster | Röster | Röster | Röster |
| Startordning | Startordning   | Totalt | NL     | CH     | IT     | YU     | BE     | FR     | UK     | LU     | ES     | MC     | DE     | IE     |
| ------------ | -------------- | ------ | ------ | ------ | ------ | ------ | ------ | ------ | ------ | ------ | ------ | ------ | ------ | ------ |
| Bidrag       | Nederländerna  | 7      |        | -      | 3      | 3      | -      | -      | 1      | -      | -      | -      | -      | -      |
| Bidrag       | Schweiz        | 8      | 2      |        | -      | -      | -      | 2      | 1      | -      | -      | -      | 2      | 1      |
| Bidrag       | Italien        | 5      | -      | -      |        | 1      | -      | -      | -      | -      | 2      | -      | 2      | -      |
| Bidrag       | Jugoslavien    | 4      | -      | -      | -      |        | -      | -      | 4      | -      | -      | -      | -      | -      |
| Bidrag       | Belgien        | 5      | -      | -      | -      | -      |        | 3      | -      | 1      | -      | -      | -      | 1      |
| Bidrag       | Frankrike      | 8      | -      | -      | 1      | 2      | -      |        | -      | -      | -      | 2      | -      | 3      |
| Bidrag       | Storbritannien | 26     | 3      | 2      | 2      | 4      | -      | 2      |        | 2      | -      | 4      | 4      | 3      |
| Bidrag       | Luxemburg      | 0      | -      | -      | -      | -      | -      | -      | -      |        | -      | -      | -      | -      |
| Bidrag       | Spanien        | 8      | -      | -      | 3      | -      | -      | -      | -      | 2      |        | 3      | -      | -      |
| Bidrag       | Monaco         | 5      | -      | 1      | -      | -      | 1      | 2      | -      | -      | 1      |        | -      | -      |
| Bidrag       | Västtyskland   | 12     | -      | 1      | 1      | -      | -      | -      | -      | 3      | 4      | 1      |        | 2      |
| Bidrag       | Irland         | 32     | 5      | 6      | -      | -      | 9      | 1      | 4      | 2      | 3      | -      | 2      |        |